# Християнство у Катарі
Християнство в Катарі — одна з релігій, представлених у країні.

## Становище християнства у Катарі
Християнство з'явилося на територіях Катару близько 224 року, раніше ісламу У цей період біля Катару було побудовано безліч монастирів . Християнство було відоме як «Бет Катрайє» або «Бет Катара», що в перекладі з сирійської мови означає «релігія катарців» . Починаючи з 628 року, більшість племен, що жили на території сучасного Катару, почали приймати іслам .
Сучасний Катар — країна, законодавство якої ґрунтується на законах шаріату. Вихід з ісламу вважається в Катарі злочином і карається стратою . Пропаганда будь-якої релігії, крім ісламу, карається тюремним строком до десяти років . Хоча в Катарі ще збереглися церкви, що залишилися з 3-7 століть, будівництво нових церков вкрай ускладнене. У 2008 році, вперше за 14 століть, у Катарі була побудована християнська церква . Згідно з законами Катару, храм не має зовнішніх символів, які б свідчили про його релігійну принадлежність .
Більшість нинішніх катарських християн — трудові мігранти з азійських країн.
За даними дослідницького центру Pew Research Center, в 2010 році в Катарі проживало 240 тис. християн, які становили 13,8 % населення країни . Енциклопедія «Релігії світу» Дж. Г. Мелтона оцінює частку християн у 2010 році у 9,6 % (84,7 тис.). віруючих) .
Найбільшим напрямом християнства країни є католицизм . У 2000 році в Катарі діяли 104 християнські парафії, що належали 33 різним християнським деномінаціям .

### Протестантизм
Протестанти становлять менше 1 % від населення Катару.
Присутні конфесії:
- Christian Brethren[en](англ.)
- Церква Шотландії
- Free Church (UK)
- Церква Південної Індії[14]

### Православ'я
На 2011 рік чисельність православних у Катарі оцінювалась у кілька тисяч осіб .
Православ'я у Катарі представлене юрисдикціями Єрусалимського та Антіохійського патріархатів. Внаслідок спору про канонічну територію, 29 квітня 2014 року Синодом Антіохійської церкви ухвалено рішення про розрив канонічного спілкування з ієрархами Єрусалимського патріархату.

## Галерея

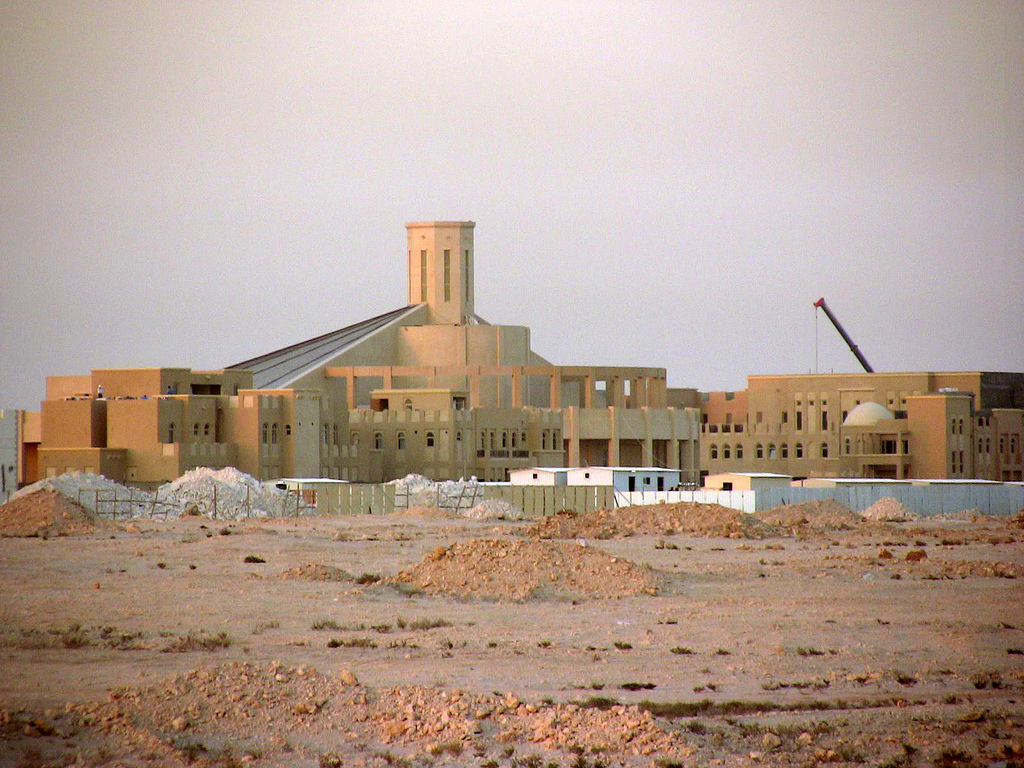
Церква Пресвятої Діви Марії Святого Розарію
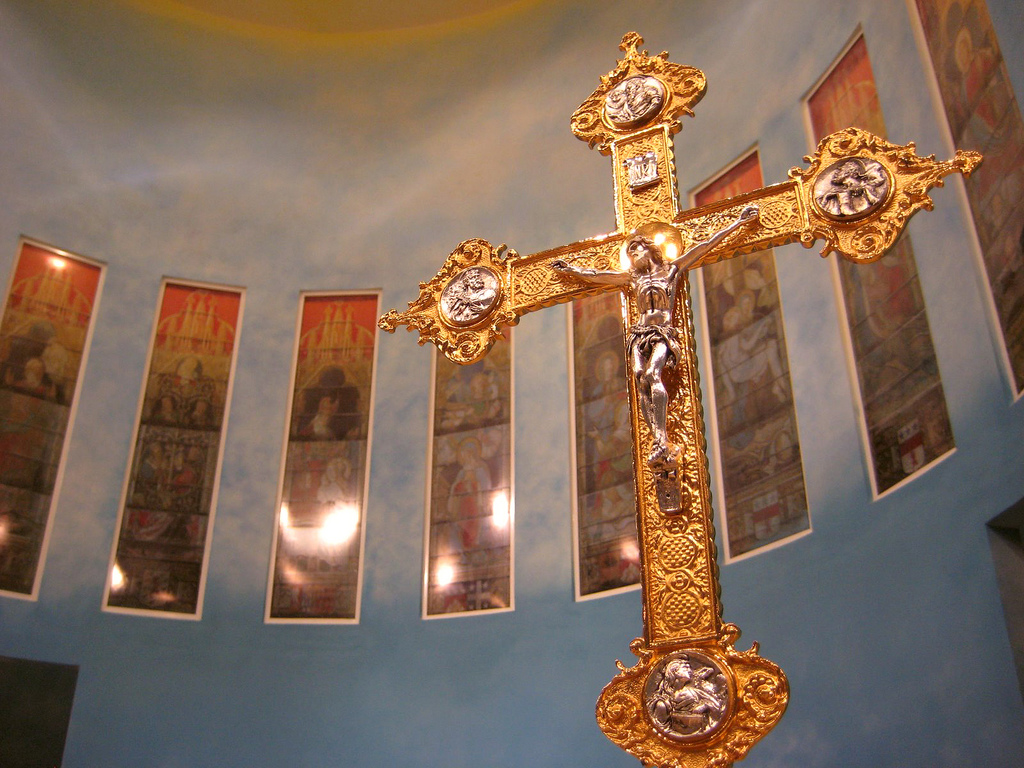
Деталь хреста